# Now You See Me 3
Now You See Me 3 es una próxima película de suspenso y atraco estadounidense dirigida por Ruben Fleischer, a partir de un guion de Eric Warren Singer, Seth Grahame-Smith y Michael Lesslie, y producida por Bobby Cohen y Alex Kurtzman. Sirve como secuela de Now You See Me 2 de 2016 y la tercera entrega de la serie Now You See Me. La película cuenta con Jesse Eisenberg, Mark Ruffalo, Woody Harrelson, Dave Franco, Isla Fisher, Lizzy Caplan, Daniel Radcliffe y Morgan Freeman repitiendo sus papeles de películas anteriores.
Now You See Me 3 está previsto que se estrene en Estados Unidos el 14 de noviembre de 2025.

## Reparto
- Jesse Eisenberg como J. Daniel "Danny" Atlas
- Mark Ruffalo como Dylan Rhodes
- Woody Harrelson como Merritt McKinney
- Dave Franco como Jack Wilder
- Isla Fisher como Henley Reeves
- Lizzy Caplan como Lula May
- Morgan Freeman como Thaddeus Bradley
- Daniel Radcliffe como Walter Mabry
- Ariana Greenblatt
- Dominic Sessa
- Justice Smith
- Rosamund Pike
- Molaba de Thabang

## Producción
En mayo de 2015, el director ejecutivo de Lions Gate Entertainment, Jon Feltheimer, anunció que "ya habían comenzado la planificación temprana" para una secuela de Now You See Me 2 llamada Now You See Me 3.  Lionsgate reveló en abril de 2020 que Eric Warren Singer sería el guionista de la película.  En septiembre de 2022, se anunció que Ruben Fleischer dirigiría la película, mientras que Seth Grahame-Smith reemplazó a Singer como guionista.  En abril de 2024, se confirmó que Jesse Eisenberg, Woody Harrelson, Dave Franco, Mark Ruffalo, Isla Fisher, Lizzy Caplan, Daniel Radcliffe y Morgan Freeman repetirían sus papeles de las películas anteriores con Ariana Greenblatt, Dominic Sessa y Justice Smith uniéndose al elenco.  Singer, Graham-Smith y Mike Lesslie escribieron el guion final, con Bobby Cohen y Alex Kurtzman encargados de la producción.  En mayo, Rosamund Pike y Thabang Molaba se unieron al elenco en papeles no revelados. 

### Rodaje
La fotografía principal comenzó en julio de 2024, en Budapest, con George Richmond como director de fotografía.   El rodaje tuvo lugar en Amberes, Bélgica, del 28 de agosto al 1 de septiembre de 2024.  El rodaje finalizó el 18 de noviembre de 2024.  

## Estreno
Now You See Me 3 está previsto que se estrene en Estados Unidos el 14 de noviembre de 2025.